# Zelotibia lejeunei
Zelotibia lejeunei es una especie de araña araneomorfa del género Zelotibia, familia Gnaphosidae. Fue descrita científicamente por Nzigidahera & Jocqué en 2009.
Habita en el Congo.